# Danh sách di sản thế giới tại Hungary
Di sản thế giới là một điểm mốc hay khu vực được lựa chọn bởi Tổ chức Giáo dục, Khoa học và Văn hóa Liên Hợp Quốc (viết tắt là UNESCO) là có giá trị về văn hóa, lịch sử, khoa học hoặc hình thức có ý nghĩa khác và được pháp luật bảo vệ bởi các điều ước quốc tế. Các địa điểm này được đánh giá là có tầm quan trọng đối với lợi ích tập thể nhân loại, là những nơi có tầm quan trọng đối với các di sản văn hóa hoặc thiên nhiên như được mô tả trong Công ước Di sản Thế giới của UNESCO, được thành lập vào năm 1972. Di sản văn hóa gồm các di tích (công trình kiến trúc, tác phẩm điêu khắc hoặc chữ khắc), các nhóm công trình và địa điểm (các địa điểm khảo cổ). Các đặc điểm tự nhiên (kiến tạo vật lý và sinh học), kiến tạo địa chất và sinh lý (môi trường sống của các loài động vật và thực vật bị đe dọa),... Hungary đã chấp nhận công ước Di sản Thế giới của UNESCO vào ngày 15 tháng 7 năm 1985. Một số di tích lịch sử của đất nước Hungary đã đủ điều kiện để được đưa vào danh sách Di sản Thế giới.
Tính đến  năm 2021, có tổng cộng 8 Di sản Thế giới ở Hungary, trong đó có 7 Di sản văn hóa 1 Di sản thiên nhiên. Hai di sản đầu tiên ở Hungary được thêm vào danh sách tại Phiên họp thứ 11 của Ủy ban Di sản Thế giới tổ chức tại Paris, Pháp năm 1987. Di sản gần đây nhất được thêm vào danh sách là Cảnh quan Văn hóa Lịch sử Vùng sản xuất rượu Tokaj năm 2002. Ngoài ra, có 11 địa điểm trong danh sách dự kiến của Hungary.

## Di sản thế giới
UNESCO liệt kê các địa điểm theo mười tiêu chí; mỗi mục nhập phải đáp ứng ít nhất một trong các tiêu chí. Từ i đến vi là tiêu chí của Di sản văn hóa, từ vii đến x là tiêu chí của Di sản thiên nhiên.
| Di sản                                                                | Ảnh                                                | Vị trí                                                               | Năm được công nhận | Dữ liệu của UNESCO                | Mô tả |
| --------------------------------------------------------------------- | -------------------------------------------------- | -------------------------------------------------------------------- | ------------------ | --------------------------------- | --- |
| Budapest, gồm Bờ sông Danube, Khu phố lâu đài Buda và Đại lộ Andrássy |                                                    | Budapest                                                             | 1987               | 400bis; ii, iv (Di sản văn hóa)   | Vào thế kỷ 19, ba thành phố cổ Buda, Pest và Óbuda được hợp nhất lại, thành phố mới mang tên Budapest. Vua Béla IV của Hungary cho xây dựng Lâu đài Buda vào thế kỷ XIII. Các tòa nhà trong khu phố lâu đài Buda mang phong cách Gô-tic và Ba-rôc còn tòa nhà ở Pest lại giàu phong cách Chủ nghĩa Lịch sử và Tân nghệ thuật (Art Nouveau). Đại lộ Andrássy được xây dựng vào cuối thế kỷ 19. Đây là mốc đánh dấu sự phát triển Budapest trở thành một đô thị hiện đại. Đại lộ cũng được xếp vào một phần Di sản Thế giới vào năm 2002. Đường sắt Ngầm Thiên niên kỷ chạy dưới đại lộ là tuyến đường sắt ngầm đầu tiên ở Châu Âu Lục địa, hoạt động từ năm 1896. |
| Làng cổ Hollókő và khu vực xung quanh                                 | Ngôi nhà trong làng                                | Hạt Nógrád                                                           | 1987               | 401rev; v (Di sản văn hóa)        | Hollókő là ngôi làng truyền thống của người Palóc, một nhóm nhỏ của người Hungary. Ngôi làng phát triển cao độ trong thế kỷ 17 và 18. Đây là ví dụ sống động về cuộc sống nông thôn trước cuộc cách mạng nông nghiệp thế kỷ 20. |
| Các hang động Các-xtơ Aggtelek và Slovakt*                            | Bên trong hang                                     | Bắc Hungary                                                          | 1995               | 725ter; viii (Di sản thiên nhiên) | Địa điểm này là hệ thống gồm 712 hang động thuộc lãnh thổ Hungary và Slovakia. Hệ thống này đại diện cho địa hình các-xtơ ôn đới điển hình. Trầm tích và hóa thạch trong các hang động đã viết nên một "hồ sơ địa chất" về khí hậu nhiệt đới và cận nhiệt đới cuối kỷ Phấn trắng và đầu Phân đại Đệ Tam, đồng thời cũng phản ánh địa chất kỷ băng hà thế Pleistocen. |
| Tu viện Benedict Thiên niên kỷ Pannonhalma                            | Nhìn từ trên không của tu viện, xung quanh là rừng | Pannonhalma, Hạt Győr-Moson-Sopron                                   | 1996               | 758; iv, vi (Di sản văn hóa)      | Các tu sĩ dòng Benedict thành lập tu viện này vào năm 996. Công trình đóng vai trò quan trọng trong việc truyền bá đạo Cơ đốc ở Hungary và Trung Âu. Khu phức hợp tu viện trải qua nhiều lần biến đổi trong suốt nhiều thế kỷ. Tu viện cổ nhất còn tồn tại có niên đại từ thế kỷ 13, sau đó được trùng tu theo phong cách kiến trúc Gô-tic, Ba-rốc và Chủ nghĩa Lãng mạn. Đài tưởng niệm Thiên niên kỷ được xây dựng trên ngọn đồi trung tâm vào năm 1896, kỷ niệm một nghìn năm người Hungary chinh phục vùng đất. |
| Vườn quốc gia Hortobágy                                               |                                                    | Borsod-Abaúj-Zemplén, Heves, Hajdú-Bihar và hạt Jász-Nagykun-Szolnok | 1999               | 474rev; iv, v (Di sản văn hóa)    | Vườn quốc gia Hortobágy là một khu vực rộng lớn gồm đồng bằng và đất ngập nước ở Đại Bình nguyên Hungary. Khu vực này in dấu chân của những người chăn nuôi du mục trong nhiều thiên niên kỷ, với những nấm mộ lâu đời nhất (kurgan) có niên đại 2000 TCN. Vào cuối thế kỷ thứ 9 SCN, người Hungary đến bồn địa Pannonia và định cư tại đó, tuy nhiên đến thế kỷ 14 thì biến mất. Trong thời hiện đại, khu vực này hầu như không có cư dân thường trú, mùa hè được dùng làm nơi chăn thả gia súc. Công trình Cầu Chín vòm (Kilenclyukú híd), được xây dựng vào nửa đầu thế kỷ 19.                                                                                |
| Nghĩa địa Pécs của Cơ đốc giáo Sơ khai (Sopianae)                     | Preserved foundations of a building                | Pécs                                                                 | 2000               | 853rev, iii, iv (Di sản văn hóa)  | Nghĩa địa Cơ đốc giáo Sơ khai của thị trấn Sopianae được xây dựng vào thế kỷ thứ 4. Các ngôi mộ xây dựng dưới lòng đất và trang trí lộng lẫy bởi những bức tranh tường theo chủ đề Cơ đốc giáo. Một số ngôi mộ có nhà nguyện tưởng niệm được dựng lên trên mặt đất. |
| Cảnh quan văn hóa Fertö / Neusiedlersee *                             | Sunset over the lake                               | Hạt Győr-Moson-Sopron                                                | 2001               | 772rev; v (Di sản văn hóa)        | Hồ Fertö/Neusiedler được nhiều tộc người chọn làm nơi định cư trong vòng 8 thiên niên kỷ. Hệ thống thị trấn và làng mạc sơ thủy có niên đại từ thế kỷ 12 đến thế kỷ 13. Một số cung điện xây dựng vào thế kỷ 18 và 19. Hungary và Áo cùng sở hữu Di sản văn hóa này. |
| Vùng sản xuất rượu Tokaj                                              | Hill with vineyards                                | Hạt Borsod-Abaúj-Zemplén                                             | 2002               | 1063; iii, v (Di sản văn hóa)     | Vùng sản xuất rượu Tokaj nằm trên những ngọn đồi phía đông bắc Hungary. Karl VI của Thánh chế La Mã chính thức thành lập vùng này vào năm 1737, mặc dù việc sản xuất rượu được ghi chép lại là đã có từ năm 1561. Đây là một cảnh quan văn hóa liên quan đến việc sản xuất rượu vang Tokaji: vườn nho, trang trại, làng mạc, thị trấn nhỏ và hầm rượu. |

## Danh sách dự kiến
Ngoài các địa điểm được ghi trong danh sách Di sản Thế giới, các quốc gia thành viên có thể duy trì một danh sách các địa điểm dự kiến mà họ có thể xem xét để đề cử. Các đề cử cho danh sách Di sản Thế giới chỉ được chấp nhận nếu trước đó địa điểm đã được liệt kê trong danh sách dự kiến. Tính đến  năm 2021 , Hungary đã thêm 11 địa điểm trong danh sách dự kiến của mình.
| Di sản                                                                     | Ảnh                                                                                | Vị trí                          | Năm thêm vào danh sách | Tiêu chí của UNESCO             | Mô tả |
| -------------------------------------------------------------------------- | ---------------------------------------------------------------------------------- | ------------------------------- | ---------------------- | ------------------------------- | --- |
| Le Château-fort médiéval d'Esztergom (Lâu đài thời trung cổ của Esztergom) |                                                                                    | Hạt Komárom-Esztergom           | 1993                   | (Di sản văn hóa)                | Lâu đài Esztergom thời trung cổ xây dựng vào thế kỷ 10 và 11, là trụ sở hoàng gia cho đến năm 1249. Lâu đài là biểu tượng của Cơ đốc giáo Hungary. Công trình được mở rộng và xây dựng theo kiến trúc Gothic thời kỳ đầu. |
| Các hang động trong Hệ Địa hình Các-xtơ tại Buda                           | Lâu đài và chiến lũy trên ngọn đồi                                                 | Budapest                        | 1993                   | viii (Di sản thiên nhiên)       | Quần thể 6 hang động dưới ngọn đồi Buda là nguồn cung cấp nước nóng. Hang động "pha lê" Jozsef-hegy chứa buồng thủy nhiệt lớn nhất thế giới. |
| Mezőhegyes                                                                 | Ngựa đen thuộc giống Nonius                                                        | Hạt Békés                       | 2000                   | iii, iv (Di sản văn hóa)        | Trang trại ngựa do Hoàng đế Joseph II xây dựng vào năm 1784. Đây là một trang trại quy mô lớn tập trung vào ba giống ngựa: Nonius, Gidran và Furioso-North Star. Hầu hết các đặc điểm kiến trúc ở trang trại đều đặc trưng cho thế kỷ 18. |
| Hóa thạch Ipolytarnóc                                                      | Lối vào bảo tàng hình thân cây                                                     | Hạt Nógrád                      | 2000                   | vii, viii (Di sản thiên nhiên)  | Các nhà nghiên cứu đến địa điểm hóa thạch này lần đầu vào năm 1836. Hóa thạch chứa những gì còn sót lại của một vùng biển nông từ Thế Oligocen (thế Tiệm Tân) và Thế Miocen (thế Trung Tân) sớm. Các lớp trầm tích được đá núi lửa bao phủ cách đây 19 triệu năm, chính lớp đá núi lửa này đã bảo tồn trầm tích. Răng cá mập, lá cây là một trong những hóa thạch có giá trị khảo cổ nhất tại địa điểm này. |
| Hệ thống Công sự ở ngã ba sông Danube và Váh ở Komárno - Komárom **        | Tường pháo đài và cánh cổng                                                        | Hạt Komárom-Esztergom           | 2007                   | i, ii, iv, v (Di sản văn hóa)   | Thành phố Komárno ở Slovakia và Thành phố Komárom ở Hungary nằm ở ngã ba sông Danube và sông Váh. Do vị trí chiến lược, một hệ thống công sự được khai triển xung quanh khu vực này qua nhiều thế kỷ. Phía Hungary sử hữu ba pháo đài từ cuối thế kỷ 19 gồm Pháo đài Monostor, Pháo đài Csillag và Pháo đài Igmandi.                                                                                        |
| Kiến trúc Tiền hiện đại Độc lập của Ödön Lechner                           | alt= Tòa nhà Bảo tàng Nghệ thuật Ứng dụng. Mặt tiền và mái bảo tàng được trang trí | Budapest, Hạt Bács-Kiskun       | 2008                   | i, ii, iii, iv (Di sản văn hóa) | Năm tòa nhà của kiến trúc sư Hungary Ödön Lechner. Ông kết hợp giữa phong cách Hungary và cách bài trí phương Đông. Hình phía bên trái là Bảo tàng Nghệ thuật Ứng dụng ở Budapest. |
| Biên thành La Mã – Ripa Pannonica tại Hungary*                             |                                                                                    | nhiều địa điểm                  | 2009                   | ii, iii, iv (Di sản văn hóa)    | Biên thành La Mã là mạng lưới các chiến lỹ dọc sông Danube, bảo vệ biên giới bên ngoài Đế quốc La Mã. |
| Hệ thống Các Công trình Di sản Nông thôn ở Hungary                         |                                                                                    | nhiều địa điểm                  | 2017                   | ii, iii, vi (Di sản văn hóa)    | Hệ thống các Ngôi nhà Nông thôn Hungary được thành lập vào giữa thế kỷ 20. Đây là một quần thể các ngôi nhà dân gian, xây dựng từ thế kỷ 18 đến thế kỷ 20 và bao gồm hàng trăm ngôi nhà trên khắp đất nước. |
| Ghế Hoàng gia ở Esztergom, Visegrád với Khu rừng Hoàng gia trên Núi Pilis  | Lâu đài Visegrád nhìn từ trên cao                                                  | Hạt Pest, Hạt Komárom-Esztergom | 2017                   | ii, iii, iv, v (Di sản văn hóa) | Lâu đài hoàng gia ở Esztergom (nơi ở của hoàng gia cho đến năm 1249) và cung điện Visegrád (nơi ở của hoàng gia từ năm 1323 đến những năm 1410) chịu ảnh hưởng của nghệ thuật Ý và Pháp, từ cuối thời Gô-tic đến thời Phục Hưng. Khu rừng Hoàng gia là khu vực săn bắn và có phần còn lại của các dinh thự và tu viện hoàng gia.                                                                            |
| Tháp chuông bằng gỗ ở vùng Thượng Tisza                                    | Tháp chuông gỗ                                                                     | Hạt Szabolcs-Szatmár-Bereg      | 2017                   | ii, iii, iv (Di sản văn hóa)    | Bảy tòa tháp chuông bằng gỗ được xây dựng vào thế kỷ 17 và 18. Các nhà thờ gỗ liền kề sau đó được tái thiết bằng đá hoặc được chuyển đến một bảo tàng ngoài trời của làng. Hình bên trái là tòa tháp ở Nyírbátor được xây dựng vào khoảng năm 1640. |
| Cảnh quan Văn hóa Vùng cao Balaton                                         | Cảnh quan nhìn từ trên cao                                                         | Hạt Veszprém, Hạt Zala          | 2017                   | iv, v, vii (hỗn hợp)            | Các địa điểm tự nhiên và văn hóa xung quanh Hồ Balaton: Bán đảo Tihany, Bồn địa Tapolca, Bồn địa Káli, Hồ Hévíz, Cung điện Festetics của Keszthely (ảnh), Trang trại Georgikon và khu phố lịch sử Balatonfüred. |